# ميخائيل س. فورد
ميخائيل س. فورد (بالإنجليزية: Michael C. Ford)‏ هو شاعر أمريكي، ولد في 13 ديسمبر 1939 في شيكاغو في الولايات المتحدة.